# Вінга (комуна)
Вінга (рум. Vinga) — комуна у повіті Арад в Румунії. До складу комуни входять такі села (дані про населення за 2002 рік):
- Вінга (4218 осіб) — адміністративний центр комуни
- Майлат (1084 особи)
- Менештур (1086 осіб)

Комуна розташована на відстані 420 км на північний захід від Бухареста, 18 км на південний захід від Арада, 28 км на північ від Тімішоари.

## Населення
За даними перепису населення 2002 року у комуні проживали 6388 осіб.
Національний склад населення комуни:
| Національність | Кількість осіб | Відсоток |
| -------------- | -------------- | -------- |
| румуни         | 3396           | 53,2%    |
| угорці         | 1589           | 24,9%    |
| цигани         | 562            | 8,8%     |
| болгари        | 512            | 8,0%     |
| словаки        | 155            | 2,4%     |
| українці       | 92             | 1,4%     |
| німці          | 51             | 0,8%     |
| серби          | 25             | 0,4%     |
| італійці       | 2              | < 0,1%   |
| чехи           | 1              | < 0,1%   |

Рідною мовою назвали:
| Мова       | Кількість осіб | Відсоток |
| ---------- | -------------- | -------- |
| румунська  | 3997           | 62,6%    |
| угорська   | 1563           | 24,5%    |
| болгарська | 487            | 7,6%     |
| словацька  | 154            | 2,4%     |
| українська | 67             | 1,0%     |
| циганська  | 53             | 0,8%     |
| німецька   | 38             | 0,6%     |
| сербська   | 23             | 0,4%     |
| італійська | 2              | < 0,1%   |
| чеська     | 1              | < 0,1%   |

Склад населення комуни за віросповіданням:
| Релігія                             | Кількість осіб | Відсоток |
| ----------------------------------- | -------------- | -------- |
| православні                         | 3542           | 55,4%    |
| римо-католики                       | 2270           | 35,5%    |
| п'ятдесятники                       | 293            | 4,6%     |
| реформати                           | 134            | 2,1%     |
| баптисти                            | 108            | 1,7%     |
| не релігійні                        | 8              | 0,1%     |
| греко-католики                      | 6              | 0,1%     |
| адвентисти                          | 6              | 0,1%     |
| унітарії                            | 4              | 0,1%     |
| бретрени                            | 4              | 0,1%     |
| юдеї                                | 4              | 0,1%     |
| мусульмани                          | 1              | < 0,1%   |
| старообрядці                        | 1              | < 0,1%   |
| лютерани (Аугсбурзького сповідання) | 1              | < 0,1%   |